# Склеротиния
Склероти́ния (лат. Sclerotinia) — род сумчатых грибов, входящих в группу дискомицеты. Порядок: Гелоциевые (Helotiales).
Склеротинии в процессе своего развития проходят две стадии: во время первой (склероциальной) стадии образует покоящиеся структуры — склероции (например, S. libertiana образует шаровидные чёрные склероции), во время второй (сумчатой) стадии — мицелий или плодовые тела — апотеции в форме бокала или блюдца, где развиваются цилиндрические сумки с аскоспорами.
Размножение у большинства видов конидиями (конидиальная стадия), и в зависимости от способа спороношения их относят к одному из двух родов несовершенных грибов — монилии (Monilia) или ботритис (Botrytis).
Наибольший вред сельскому хозяйству причиняют
- Sclerotinia sclerotiorum (S. libertiana)
- Sclerotinia fuckeliana
- Sclerotinia cinerea
- Sclerotinia fructigena.

Они поражают, в частности, такие культуры, как подсолнечник, топинамбур, картофель, капуста, морковь, фасоль, горох, плоды фруктовых растений (виноград). Склеротиния также поражает и другие культурные и дикорастущие растения (например, её жертвами становятся брусника, клюква, черника, берёза).